# Gmina Lysekil
Gmina Lysekil (szw. Lysekils kommun) – gmina w Szwecji, w regionie Västra Götaland, z siedzibą w Lysekil.
Pod względem zaludnienia Lysekil jest 149. gminą w Szwecji. Zamieszkuje ją 14 767 osób, z czego 50,15% to kobiety (7406) i 49,85% to mężczyźni (7361). W gminie zameldowanych jest 579 cudzoziemców. Na każdy kilometr kwadratowy przypada 70,34 mieszkańca. Pod względem wielkości gmina zajmuje 246. miejsce.